# Diploidia
La diploidia è la condizione in cui nelle cellule somatiche di un organismo vivente sono presenti due copie per ogni cromosoma, definite cromosomi omologhi. La condizione diploide viene spesso indicata con il simbolo "2n", ad indicare le due copie del corredo cromosomico aploide "n", caratteristico della specie. La diploidia è in genere il risultato della riproduzione sessuata.
Le copie di un cromosoma sono geneticamente identiche (ma con alleli differenti provenienti dai due genitori), tranne nel caso dei cromosomi legati al sesso nel maschio, dove, anziché due copie del cromosoma X come nella femmina, a un X è associato un diverso cromosoma molto più breve chiamato Y.
Esistono anche organismi e cellule aploidi, in cui è presente soltanto una copia di ogni cromosoma. Un esempio di cellule aploidi sono i gameti, che si fondono durante il processo di fecondazione producendo lo zigote, la prima cellula diploide del nuovo organismo che  contiene una copia del corredo genetico di entrambi i genitori. 
Oltre alla diploidia e all'aploidia esiste anche la poliploidia, con molti esempi tra le piante coltivate: questi organismi contengono più di due copie del proprio corredo cromosomico.